# Olè de Lícia
Olè (grec antic: Ὠλήν) va ser un poeta de l'antiga Grècia nascut a Lícia de cronologia indeterminada i d'existència semi llegendària.
Heròdot explica que va anar de Lícia a Delos i va escriure i cantar uns himnes en honor d'Apol·lo i altres «himnes antics» dedicats a Ilitia, Hera i als habitants de Delos, himnes que encara formaven part dels cultes a l'illa en el seu temps. No es conserva cap de les seves obres.
Una altra tradició recollida per Pausànias diu que Boio, una poeta i pítia de Delfos, li va atribuir en un cant la introducció a l'oracle de Delfos del culte a Apol·lo i que donava les respostes de l'oracle en hexàmetres dactílics. Hauria estat el primer i únic home en dictar les respostes de l'oracle, cosa que després farien sempre dones. Diu també que Olen va arribar a Delfos acompanyat dels hiperboris, que el van ajudar a construir l'oracle.
Cal·límac diu que en els seus himnes atribueix a Ilitia la maternitat d'Eros. En un himne a Hera, Olen indica que aquesta va ser alletada per les Hores, i que va ser mare d'Ares i d'Hebe.